# Chelonus fumidus
Chelonus fumidus är en stekelart som beskrevs av Mccomb 1968. Chelonus fumidus ingår i släktet Chelonus och familjen bracksteklar. Inga underarter finns listade i Catalogue of Life.